# Viertagekreuz
Das Kreuz für erwiesene Marschfertigkeit, kurz Viertagekreuz (niederl.: Vierdaagsekruis) genannt, ist eine niederländische Medaille, die für die Teilnahme an dem viertägigen Nijmegenmarsch verliehen wird.

## Geschichte
Die Medaille wird seit 1909 vom Nederlandse Bond voor Lichamelijke Opvoeding, der seit 1958 Koninklijke Nederlandse Bond voor Lichamelijke Opvoeding heißt, an alle Teilnehmer des Viertagemarsches verliehen, die den Marsch erfolgreich abgeschlossen haben. Nach dem königlichen Beschluss von Königin Wilhelmina vom 26. Oktober 1909 durfte sie von Infanteristen auf der Uniform getragen werden, später von allen Soldaten des Heeres und dann auch von Soldaten der Marine und Luftstreitkräfte. An dem Marsch nehmen auch ausländische Soldaten und Zivilisten teil.

## Gestaltung
Das Viertagekreuz besteht aus einem fünfarmigen Kreuz an einem gelben Band mit grünen Streifen. Auf den Armen des Kreuzes steht die Abkürzung des Verbandes (bis 1958 „NBVLO“, seit 1959 „KNBLO“).
Die Medaille wird abhängig von der Anzahl der Teilnahmen am Viertagemarsch in verschiedenen Ausfertigungen verliehen:
- 1. Teilnahme: Bronzekreuz
- 2. Teilnahme: Bronzekreuz mit Krone
- 3. und 4. Teilnahme: Bronzekreuz mit Krone und Zahl auf Band
- 5. Teilnahme: Silberkreuz
- 6. Teilnahme: Silberkreuz mit Krone
- 7. bis 9. Teilnahme: Silberkreuz mit Krone und Zahl auf Band
- 10. Teilnahme: Goldkreuz
- 11. Teilnahme: Goldkreuz mit Krone
- 12. bis 24. Teilnahme: Goldkreuz mit Krone und Zahl auf Band
- 25. bis 39. Teilnahme: Zahl in orangem Schild mit Lorbeerkranz
- ab der 40., 50., 60. und 70. Teilnahme wird das Kreuz und die Zahl jeweils anders gestaltet

## Bandschnalle

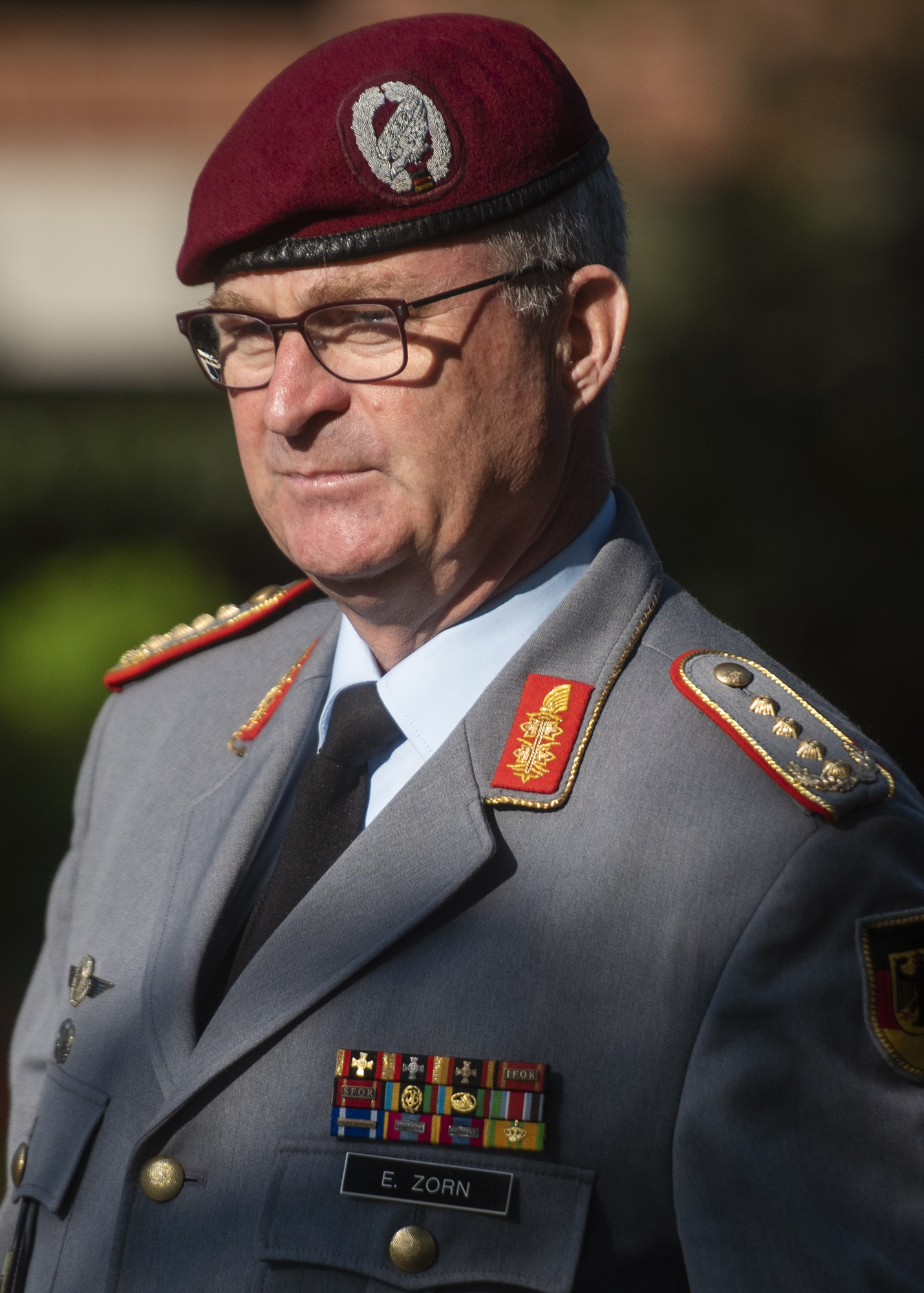
Generalinspekteur der Bundeswehr a. D. Eberhard Zorn mit der Bandschnalle mit Krone (rechts unten, 2018)

In Deutschland dürfen Bundeswehrsoldaten, Vollzugsbeamte der Bundespolizei und Helfer der Bundesanstalt Technisches Hilfswerk das Viertagekreuz als Bandschnalle an der Uniform tragen.
Während die niederländischen Bandschnallen die Anzahl Marschteilnahmen als Auflage tragen, ist in Deutschland ein anderes System gebräuchlich, das sich an den Farben der jeweiligen Stufen orientiert.
- 1. Teilnahme: Bandschnalle ohne Auflage
- 2. Teilnahme: Bandschnalle mit bronzener Krone
- 5. Teilnahme: Bandschnalle mit silberner Krone
- 10. Teilnahme: Bandschnalle mit goldener Krone

In Deutschland wird üblicherweise auf das Tragen der Zahlen verzichtet.

## Galerie

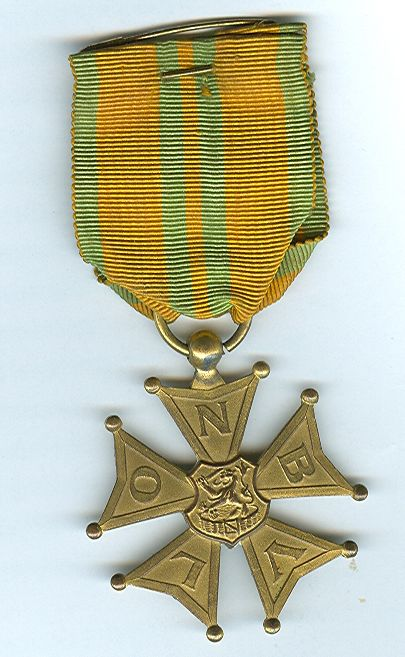
Viertagekreuz vor 1959 (1. Teilnahme)
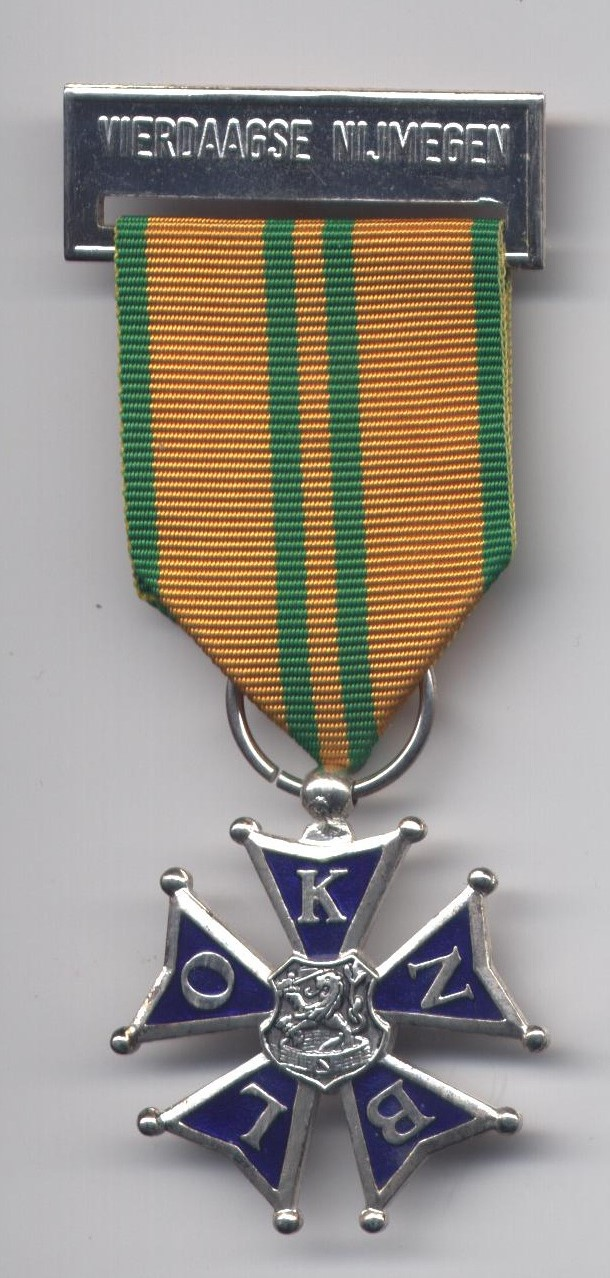
Viertagekreuz in Silber (5. Teilnahme)
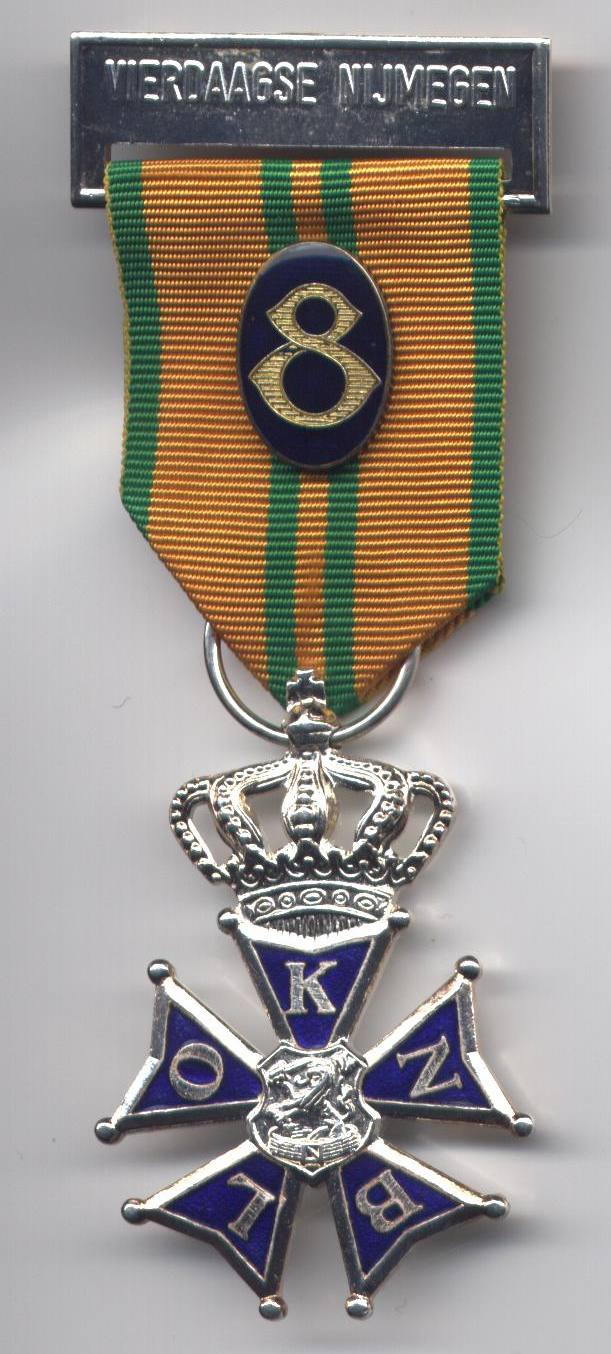
Viertagekreuz in Silber mit Krone (8. Teilnahme)
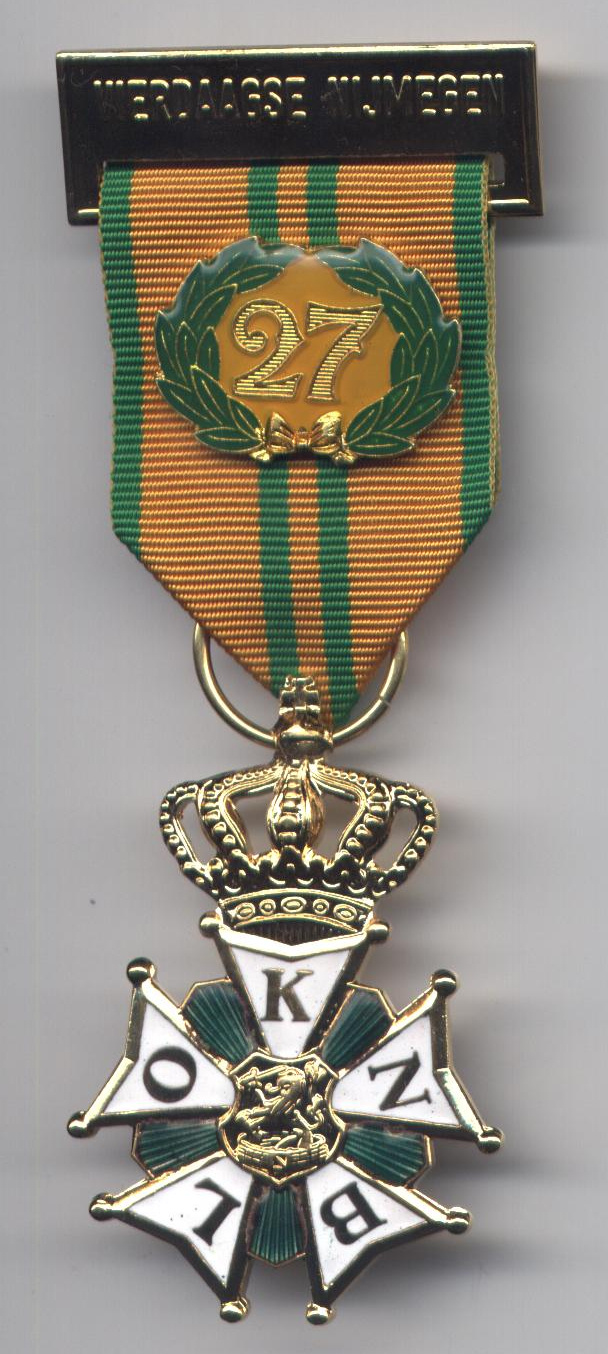
Viertagekreuz in Gold mit Krone (27. Teilnahme)
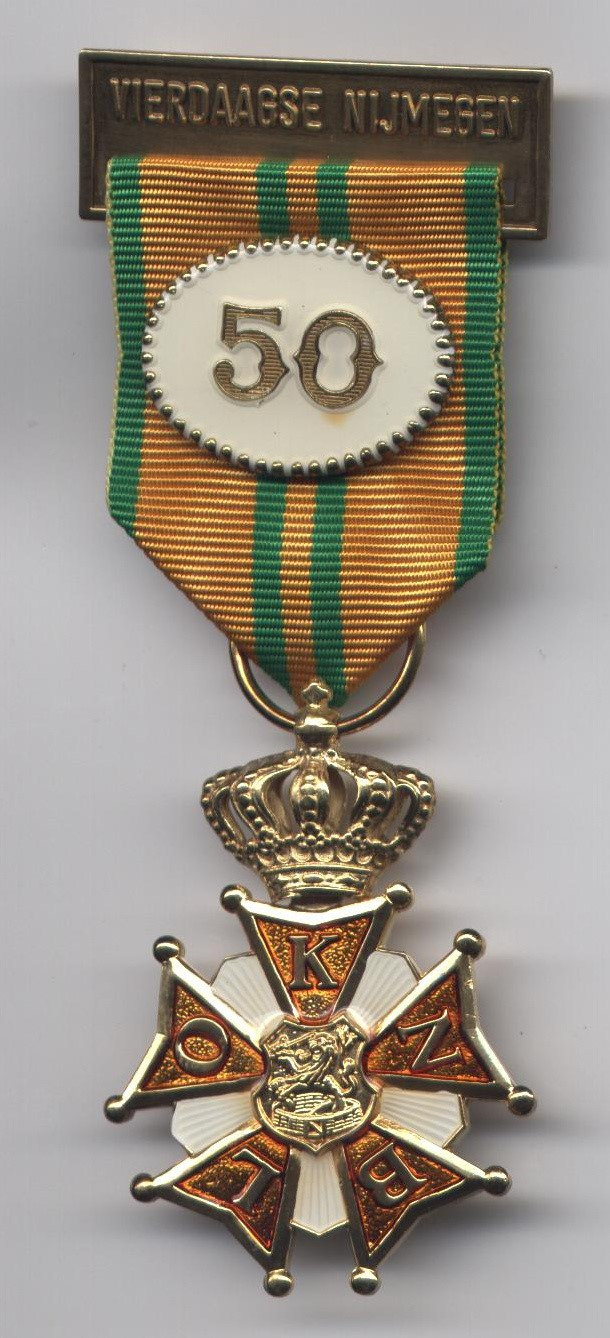
Viertagekreuz in Gold mit Krone (50. Teilnahme)
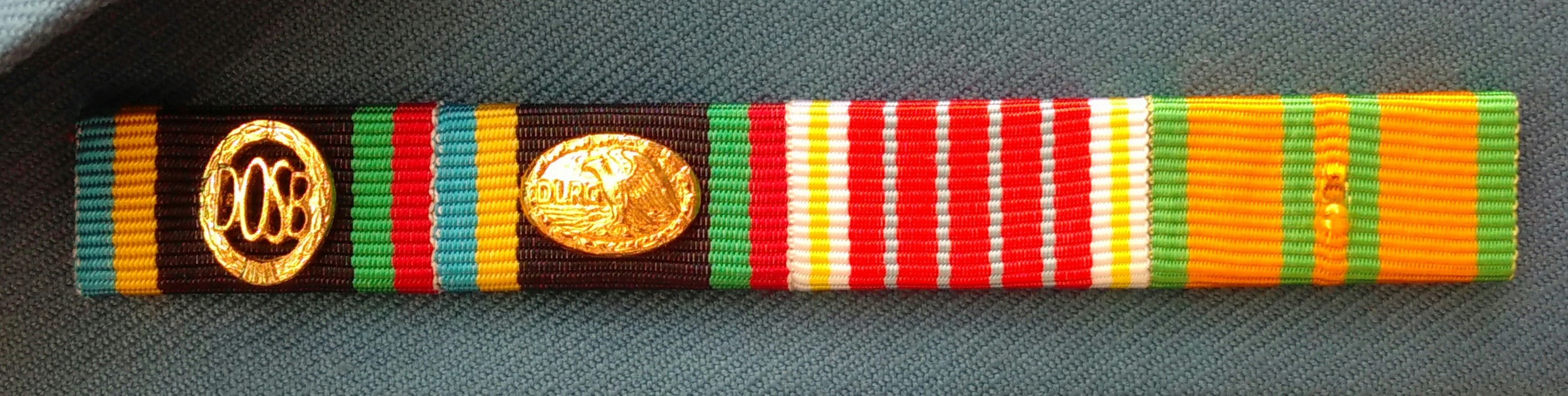
Bandschnalle mit Viertagekreuz (1. v. rechts)